# Brodosplit

Бродоспліт (хорв. Brodosplit) — суднобудівне підприємство у місті Спліт, найбільша корабельня Хорватії. Виробляє військові та цивільні судна (танкери, пороми, пасажирські кораблі тощо). 
Розташоване в Каштеланській бухті, на північній стороні Сплітського півострова, на площі 560 000 кв. м., у надзвичайно вдалому місці для виготовлення кораблів, поблизу міських вантажного та пасажирського портів і за 20 км від Сплітського аеропорту. 
Назва походить від початкової хорватської назви підприємства «Корабельня Спліт» (хорв. Brodogradilište Split).

## Історія

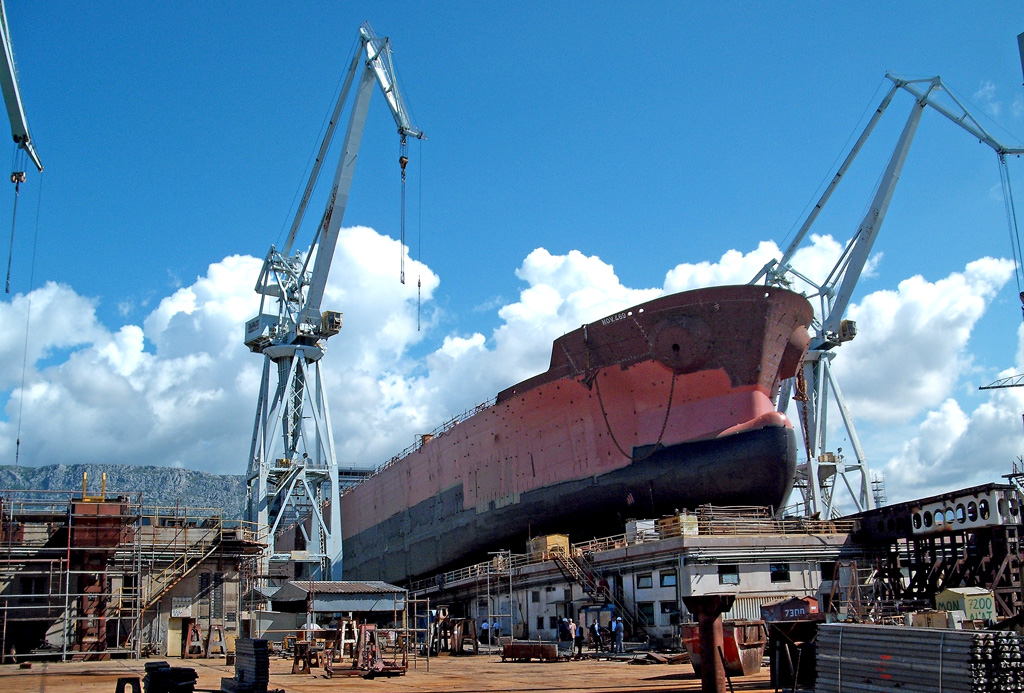
Перевізник соку MV «Orange Star» на стапелях

Фірму засновано 1922 року шляхом злиття місцевих корабелень і розташовано в теперішньому місці з 1932 року. Завдяки значному розвитку в другій половині ХХ століття завод перетворився на одне з найбільших суднобудівних підприємств Хорватії. За часів комуністичної Хорватії у складі комуністичної Югославії на цій корабельні, яка тоді називалася «Brodogradilište specijalnih objekata» (судноверф спеціальних об'єктів), будувалися підводні човни ВМС Югославії, розроблені Загребським інститутом судноплавства (Бродарський інститут).
Після розпаду Югославії «Бродоспліт» став акціонерним товариством, власником контрольного пакета акцій якого є уряд Хорватії. На підприємстві працювало майже 4000 осіб, воно зажило слави досвідченого проектувальника і будівника широкого спектра суден для міжнародного ринку та дизельних двигунів, що отримали ліцензію на двигун B&W (MAN).
2013 року корабельню було приватизовано і її придбала хорватська виробнича компанія «DIV» в надії на капітальну реструктуризацію та оптимізацію. Кількість працівників скоротилася до 2300. 